# Milà-Sanremo 1917
La Milà-Sanremo 1917 fou la 10a edició de la Milà-Sanremo. La cursa es disputà el 15 d'abril de 1917, sent el vencedor final l'italià Gaetano Belloni.
48 ciclistes hi van prendre part, acabant la cursa 14 d'ells, tots ells italians.

## Classificació final
|    | Ciclista            | Equip   | Temps        |
| -- | ------------------- | ------- | ------------ |
| 1  | Gaetano Belloni     | Bianchi | 12h 44' 09"  |
| 2  | Costante Girardengo | Bianchi | + 11' 48"    |
| 3  | Angelo Gremo        | Bianchi | + 42' 21"    |
| 4  | Camillo Bertarelli  | -       | m. t.        |
| 5  | Luigi Cuppi         | -       | m. t.        |
| 6  | Pietro Bestetti     | -       | m. t.        |
| 7  | Ezio Corlaita       | -       | + 55' 41"    |
| 8  | Francesco Ceruti    | -       | + 56' 54"    |
| 9  | Leopoldo Torricelli | Maino   | + 1h 12' 00" |
| 10 | Michele Robotti     | -       | + 1h 19' 00" |